# Engaru
Engaru (遠軽町, Engaru-chō) est un bourg du district de Monbetsu, situé dans la sous-préfecture d'Okhotsk, sur l'île de Hokkaidō, au Japon.

## Géographie

### Situation
Engaru est situé dans le nord-est de l'île de Hokkaidō.

### Municipalités limitrophes
| Takinoue | Monbetsu | Yūbetsu |
| Kamikawa | Engaru   | Saroma  |
| Kamikawa | Kitami   | Kitami  |

### Démographie
Au 31 mars 2015, la population d'Engaru s'élevait à 21 182 habitants répartis sur une superficie de 1 332,45 km2. Au 31 janvier 2024, elle était de 18 048 habitants.

## Histoire
Le bourg d'Engaru a été créé le 1er octobre 2005 par la fusion des bourgs d'Ikutahara et Maruseppu et du village de Shirataki.
À Shirataki se trouve un important site archéologique d'exploitation de l’obsidienne, dont l'occupation s’étend du paléolithique supérieur à la période Jōmon.

## Transports
Engaru est desservi par la ligne principale Sekihoku de la JR Hokkaido. La gare d'Engaru est la principale gare du bourg.

## Jumelages
- Bastos (Brésil)
- Moirans-en-Montagne (France) depuis 1998[3]